# Saugwirkung

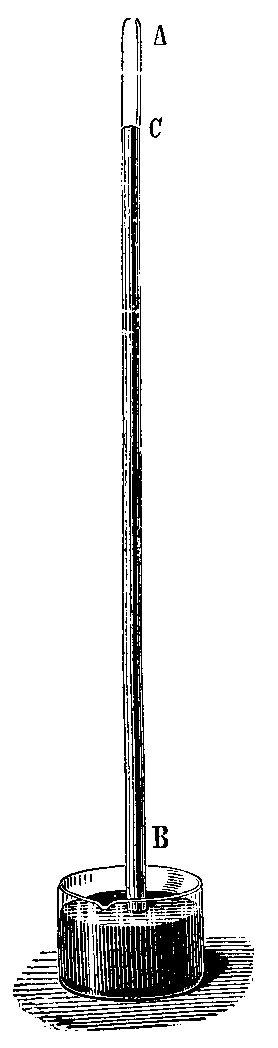
Abb. 1

Die Saugwirkung, auch Sog, ist eine Wirkung, die darin besteht, dass etwas angesaugt wird. Saugen ist nichts anderes als schwächer zu drücken, als die äußere Atmosphäre drückt.:32

## Begriffliche Abgrenzung
Sowohl beim Ausblasen wie auch beim Einsaugen entsprechen die wirkenden Kräfte der Druckgradientkraft. In beiden Fällen werden Objekte also gedrückt und nicht etwa angezogen. Die unterschiedliche Benennung ergibt sich daraus, ob gegenüber dem Umgebungsdruck ein Unterdruck ausgeglichen wird (Saugwirkung) oder ein Überdruck (Blaswirkung). Bei Unfällen mit Flugzeugen in deren Folge es zu einem schnellen Druckabfall kommt, laufen Objekte oder Personen daher Gefahr ausgeblasen und nicht etwa herausgesaugt zu werden. Umgekehrt ist es bei Personen die vor laufenden Triebwerken stehen.
Die Saugwirkung beruht daher allgemein auf einem Druckgradient, genauer einem Druckgefälle in Richtung eines Unterdrucks. 
Der Unterdruck
- kann mit Saugpumpen hergestellt werden, siehe #Saugwirkung in der Hydrostatik, oder
- beruht auf dem Kapillareffekt, siehe #Saugwirkung von Löschpapier, oder
- entsteht hinter umströmten Körpern, siehe Sog

Gelegentlich wird auch die Adhäsionskraft als Saugwirkung bezeichnet. Im übertragenen Sinn steht Sogwirkung auch für Anziehungskraft/Attraktivität.
In einem mit Quecksilber gefüllten, oben geschlossenen Rohr (Abbildung 1) kann Quecksilber nur bis in eine Höhe von etwa 760 mm gesaugt werden, was dem Druck in der Erdatmosphäre entspricht, die in Abbildung 1 bei B das Quecksilber ins Rohr hochdrückt. Darüber hinaus bildet sich ein deutlich abgesetzter Leerraum (A–C), der mit Quecksilberdampf gefüllt ist. Auf diesem Prinzip basiert das Quecksilberbarometer. Die beschränkte Saughöhe war im 17. Jahrhundert Anlass für grundlegende Forschungsarbeiten von Galileo Galilei, Evangelista Torricelli und Blaise Pascal, siehe Druck (Physik)#Geschichte.

## Saugwirkung in der Hydrostatik

Abb. 2: Ein geringerer Druck im Rohr R gegenüber der Umgebung A vermag eine Flüssigkeit (hellblau) anzuheben

Der bezüglich der Umgebung geringere Gasdruck in einem Rohr vermag Flüssigkeiten anzuheben,:49 siehe Abbildung 2. Das wird in Quecksilberbarometern technisch ausgenutzt. Die maximal erreichbare Saughöhe {\displaystyle H} wird durch den Umgebungsdruck {\displaystyle p_{0}} und den Dampfdruck der Flüssigkeit F nach oben begrenzt.
Die Hubhöhe bestimmt sich aus dem Pascalschen Gesetz für den hydrostatischen Druck:
{\displaystyle p=p_{0}+\rho \cdot g\cdot t}
Demnach ist der Druck {\displaystyle p} die Summe aus dem Umgebungsdruck {\displaystyle p_{0}} an der freien Oberfläche (bei {\displaystyle t=0\,\mathrm {m} }) und dem Gewichtsdruck der Flüssigkeitssäule der Dichte {\displaystyle \rho } auf einem Punkt in der Tiefe {\displaystyle t} und im Schwerefeld mit Schwerebeschleunigung {\displaystyle g}. In gleicher Tiefe herrscht überall derselbe Druck, siehe Fluidstatik#Niveauflächen des Drucks. Auf die Situation in Abbildung 2 angewendet bedeutet das:
{\displaystyle p_{2}=p_{0}+\rho \cdot g\cdot h}
{\displaystyle p_{3}=p_{1}+\rho \cdot g\cdot (h+H)=p_{2}=p_{0}+\rho \cdot g\cdot h\quad \Rightarrow \quad p_{1}+\rho \cdot g\cdot H=p_{0}}
oder
{\displaystyle H={\frac {p_{0}-p_{1}}{\rho g}}}
Wegen des Dampfdrucks der Flüssigkeit F ist {\displaystyle p_{1}>0} und
{\displaystyle H<{\frac {p_{0}}{\rho g}}}
Die Saugwirkung wird durch den Umgebungsdruck nach oben beschränkt.
Als Beispiel wird die maximale Steighöhe eines Quecksilberbarometers in der Normatmosphäre berechnet. Dort herrscht der Umgebungsdruck {\displaystyle p_{0}=101.325} Pa und die Schwerebeschleunigung {\displaystyle g=9{,}80665} m/s2. Die Dichte und der Dampfdruck von Quecksilber sind {\displaystyle \rho =13.545{,}9\,\mathrm {kg/m^{3}} } bzw. {\displaystyle p_{\mathrm {Hg} }=0{,}163\,\mathrm {Pa} }. Dort steigt Quecksilber maximal auf
{\displaystyle H={\frac {(101.325-0{,}163)\,\mathrm {Pa} }{13.545{,}9\,\mathrm {\frac {kg}{m^{3}}} \cdot 9{,}80665\,\mathrm {\frac {m}{s^{2}}} }}=762{,}76\,\mathrm {mm} }
Der Dampfdruck verringert die Steighöhe nur um ein tausendstel Millimeter (mm).
Im Mittelalter erklärte man das Ansteigen einer Flüssigkeitssäule beim Saugen mit dem Begriff horror vacui, der „Scheu vor dem Leeren“. Dabei blieb offen, ob der horror vacui beliebig stark war oder Grenzen hatte.:32

## Saugwirkung von Löschpapier

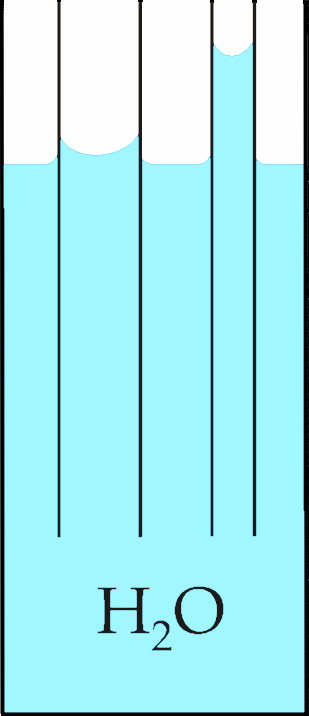
Abb. 3: Kapillareffekt

Löschpapier nutzt den Kapillareffekt aus. Es enthält feine Kapillare, in die benetzende Flüssigkeiten wie Tinte gesaugt werden.
Der Kapillareffekt beruht auf der Grenzflächenspannung zwischen Gas, Flüssigkeit und Festkörper, eine Spannung, die in Abbildung 3 den Kontaktwinkel des Meniskus an der Oberfläche des Wassers (H2O) bestimmt. Die Oberflächenspannung erzeugt auf der gekrümmten Oberfläche des Meniskus einen Druck, der ein mechanisches Gleichgewicht mit der Gewichtskraft der Flüssigkeitssäule sucht.:13

## Anwendungen

### Fluidstatik
- Saugnapf als Befestigungselement
- Festhalten & Transportieren von glatten flächigen Gegenständen mit einem Sauggreifer
- Aufspannen von Werkstücken auf einem Vakuumtisch
- Zur Beschleunigung von Filtrations- bzw. Entwässerungsprozessen, wobei es kontinuierlich und diskontinuierlich arbeitende Prozesse gibt
- Nutzung von Unterdruck für den Bremskraftverstärker von PKW und leichten LKW sowie für deren Zentralverriegelung

### Fluiddynamik (Sog)

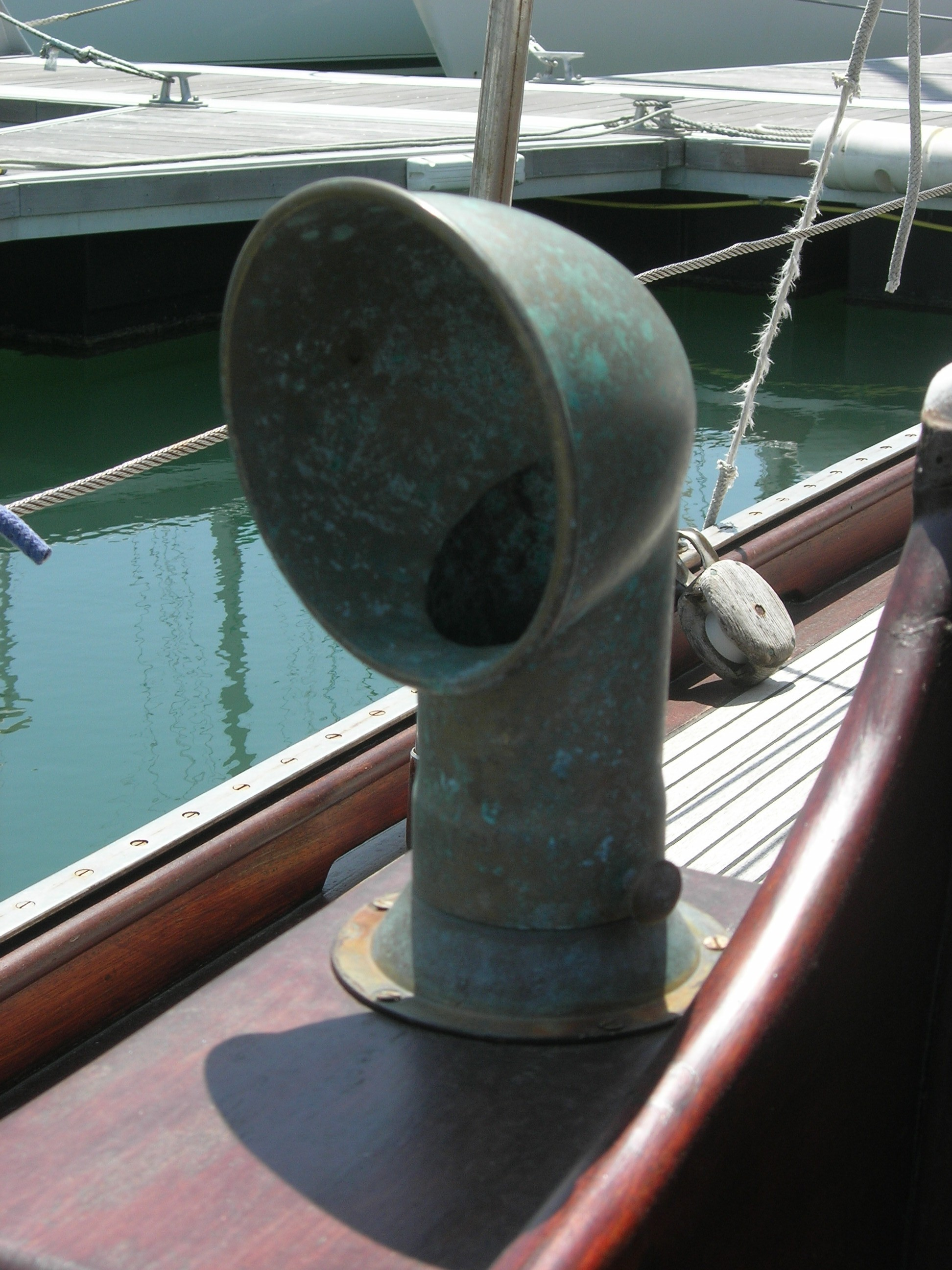
Abb. 4: Der Fahrtwind „saugt“ aus diesem Dorade-Lüfter Luft

- Ein Staubsauger erzeugt Unterdruck, indem Luft herausbefördert wird.
- Abwassersystem in der Luftfahrt, und Raumfahrt, siehe Weltraumtoilette.
- Saugmotor
- Wasserstrahlpumpe, bei der mittels einer Venturi-Düse ein Unterdruck erzeugt wird.
- Lenzen von Booten.
- Schiffe werden ohne Gebläse entlüftet, wenn der Fahrtwind rund um einen Dorade-Lüfter Unterdruck erzeugt, siehe Abbildung 4. Derselbe Effekt führt zu Atemnot, wenn man sich in einem Sturm bei geöffnetem Mund mit dem Rücken „in den Wind“ dreht (sodass der Wind von hinten kommt.)